# Яхны (Фастовский район)
Яхны́ (укр. Яхни) — село, входит в Фастовский район Киевской области Украины.
Население по переписи 2001 года составляло 557 человек. Почтовый индекс — 08556. Телефонный код — 4565. Занимает площадь 3,05 км². Код КОАТУУ — 3224987601.

## История
В XIX веке село Яхны было в составе Мало-Половецкой волости Васильковского уезда Киевской губернии.

## Местный совет
08556, Киевская область, Фастовский район, с. Яхны, ул. Гагарина 2а, тел. 46-9-31.